# Pál Schmitt
Pál Schmitt, född 13 maj 1942 i Budapest, är en ungersk politiker och före detta idrottsman. Han var Ungerns president 2010-2012. Tidigare under sitt liv var han en framgångsrik fäktare, och han nådde två OS-guld i lag.

## Biografi
Schmitt var en framgångsrik fäktare. Han tog guld i lag i olympiska sommarspelen 1968 och 1972.
Han var ordförande i Ungerns olympiska kommitté 1989-2010 och Ungerns ambassadör i Spanien 1993-1997 och i Schweiz 1999-2002. År 2003 anslöt han sig till Fidesz - Ungerska medborgarunionen, och han var ledamot av Europaparlamentet 2004-2010. I parlamentet var han ledamot av presidiet i Europeiska folkpartiets grupp (kristdemokrater), vice ordförande i Utskottet för kultur och utbildning 2004-2009 och vice talman 2009-2010. 
Schmitt blev efter parlamentsvalet 2010 vald till ungerska parlamentets talman 14 maj. Den 6 augusti samma år valde parlamentet honom till landets president och han efterträdde då László Sólyom. Den 2 april 2012 avgick Pál Schmitt som president på egen begäran sedan hans doktorsavhandling avslöjats som ett plagiat. Han efterträddes den 10 maj 2012 av János Áder.